# Longrita zuytdorp
Longrita zuytdorp là một loài nhện trong họ Trochanteriidae. Loài này phân bố ở Tây Úc.